# Krzysztof Baszczyński
Krzysztof Andrzej Baszczyński (ur. 3 lutego 1953 w Łodzi) – polski polityk, nauczyciel, działacz związkowy, poseł na Sejm II, III i IV kadencji.

## Życiorys
W 1974 ukończył studia z zakresu rewalidacji upośledzonych umysłowo w Państwowym Instytucie Pedagogiki Specjalnej w Warszawie. Od 1975 był nauczycielem w szkołach podstawowych, pełnił funkcję wicedyrektora szkoły. Zasiadł we władzach Związku Nauczycielstwa Polskiego, został członkiem prezydium zarządu głównego tej organizacji i prezesem okręgu ZNP.
W 1993, 1997 i 2001 uzyskiwał mandat poselski z ramienia Sojuszu Lewicy Demokratycznej z okręgów łódzkich: nr 27 i nr 9. W 2005 nie ubiegał się o reelekcję.